# Росси, Анхель Сиксто
Анхель Сиксто Росси (исп. Ángel Sixto Rossi; род. 11 августа 1958, Кордова, Аргентина) — аргентинский кардинал, иезуит. Архиепископ Кордовы с 6 ноября 2021. Кардинал-священник с титулом церкви Санта-Бернадетте-Субиру с 30 сентября 2023.